# Sindelfingen
Sindelfingen je velké okresní město v německé spolkové zemi Bádensko-Württembersko. Leží uprostřed spolkové země, přibližně 15 km jihozápadně od Stuttgartu, hlavního města Bádenska-Württemberska. Je také největší město zemského okresu Böblingen, s jehož správním centrem, městem Böblingen, sousedí. V roce 2015 zde žilo přes 60 tisíc obyvatel.
První písemné prameny hovoří o městu v roce 1155. Nedaleko Sindelfingenu pramení řeka Schwippen, která se vlévá o 16 km dále do řeky Würm. Od 1. února 1962 má Sindelfingen status velkého okresního města.
Ve sportovním světě je Sindelfingen znám především svou halou s 200metrovým atletickým oválem. V roce 1980 se v ní konalo halové mistrovství Evropy a atletice. V roce 1994 byl v Sindelfingenu vytvořen nový světový halový rekord v běhu na 60 metrů překážek, jehož držitelem je britský překážkář Colin Jackson. V roce 1988 zde byl vytvořen nový evropský halový rekord v běhu na 400 metrů, jehož držitelem je východoněmecký běžec Thomas Schönlebe.

## Partnerská města
- Schaffhausen, Švýcarsko (od roku 1952)
- Corbeil-Essonnes, Francie (od roku 1961)
- Sondrio, Itálie (od roku 1972)
- Dronfield, Spojené království (od roku 1981)
- Torgau, Sasko, Německo (od roku 1988)
- Győr, Maďarsko (od roku 1989)
- Chełm, Polsko (od roku 2001)

## Galerie

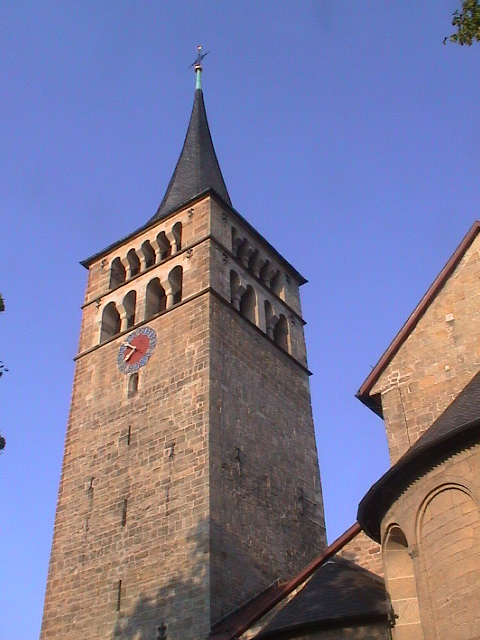
Kostel svatého Martina
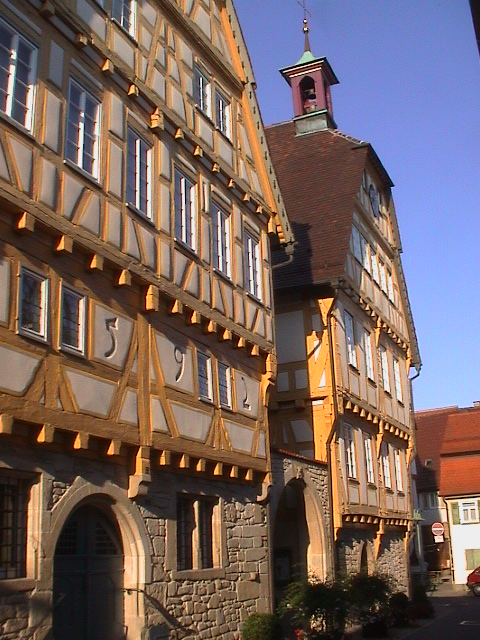
Stará radnice, nyní muzeum
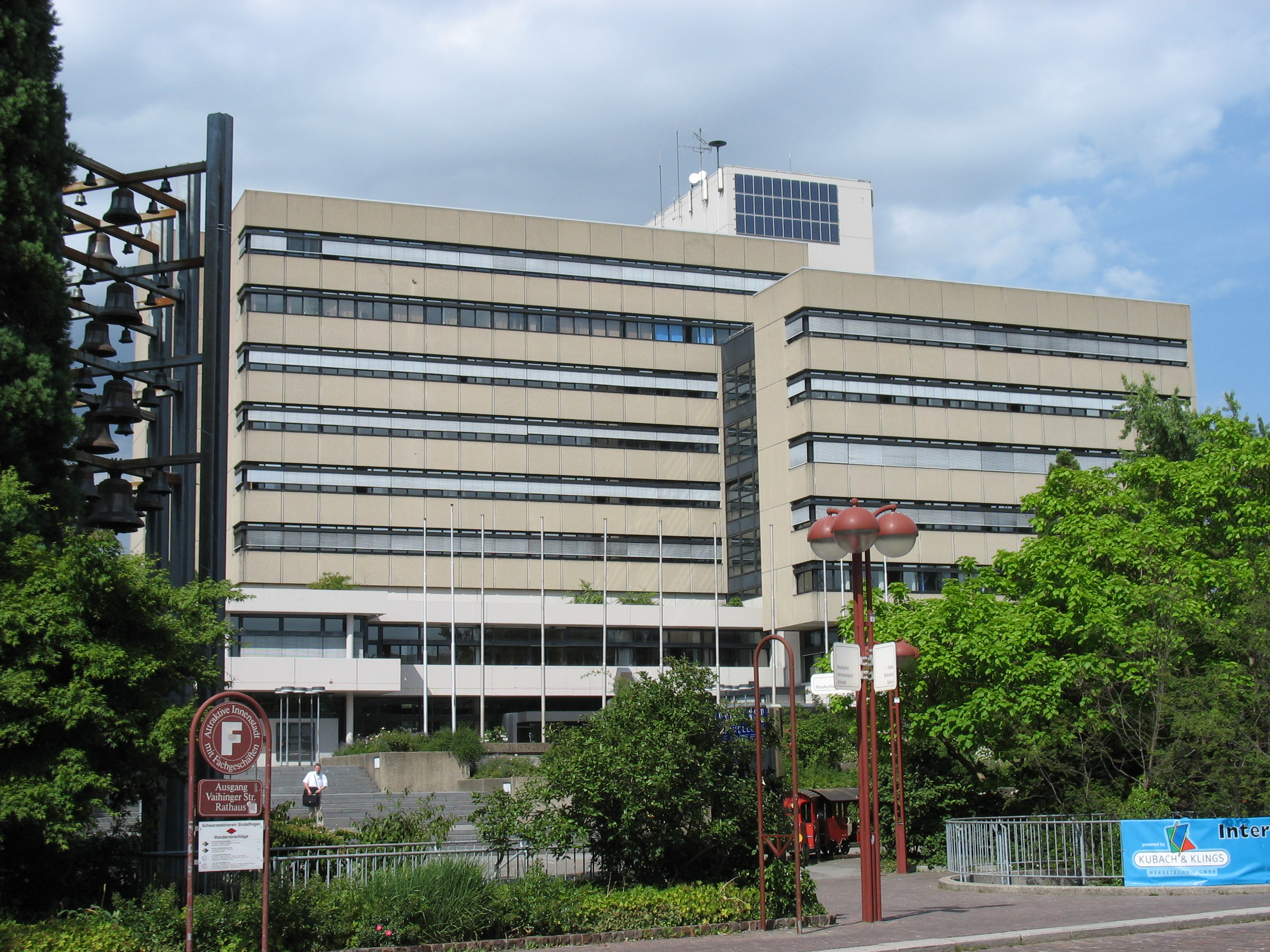
Současná radnice